# Jean Louis
Jean Louis, ursprungligen Jean Louis Berthault, född 5 oktober 1907 i Paris, Frankrike, död 20 april 1997 i Palm Springs, Kalifornien, USA, var en fransk-amerikansk kläddesigner och scenograf. Han var gift med Loretta Young.
Han blev nominerad till Oscar hela tolv gånger, men vann bara en, för filmen Huv'et på skaft från (1956).

## Filmografi (urval)
- 1944 – Smekmånad på prov
- 1945 – Aladdins äventyr
- 1945 – Kyssa och skvallra

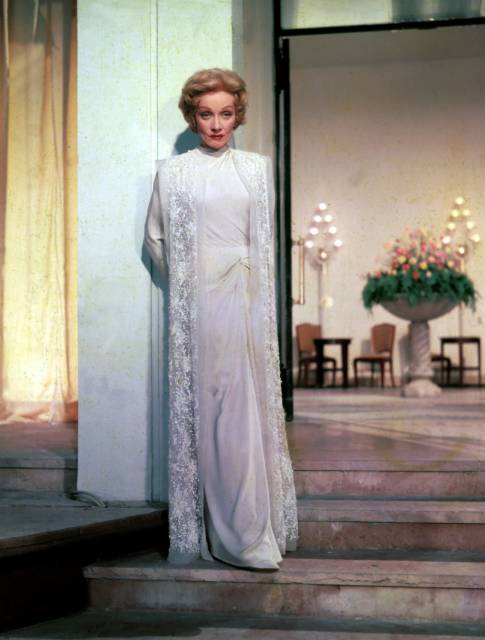
Marlene Dietrich i Sol och vår i Monte Carlo (1956). Kostym av Jean Louis.

- 1946 – Gilda (Rita Hayworths klänningar)
- 1946 – Robin Hoods son
- 1947 – Heta dagar
- 1947 – Hur kär som helst
- 1947 – Näste man till rakning
- 1947 – Lady från Shanghai
- 1948 – Borsta mig på ryggen
- 1949 – Natt över Kuba
- 1950 – Nakna nerver
- 1950 – Kapten Blods hämnd
- 1950 – Robin Hoods fiender
- 1950 – Hon stod i rök och damm
- 1950 – Född igår
- 1953 – Härifrån till evigheten
- 1953 – Miss Sadie Thompson
- 1954 – Sånt händer med flickor
- 1954 – Myteriet på Caine
- 1954 – En stjärna föds
- 1955 – Min syster Eileen
- 1956 – Huv'et på skaft
- 1957 – 3:10 till Yuma
- 1957 – Pal Joey
- 1958 – Hokus pokus
- 1959 – Jag hatar dig, älskling
- 1959 – Plötsligt i somras
- 1961 – Dom i Nürnberg
- 1961 – De missanpassade
- 1967 – Gissa vem som kommer på middag?
- 1967 – Moderna Millie
- 1973 – 40 karat